# Lagomorpha
I lagomorfi (Lagomorpha Brandt, 1855) sono un ordine di Mammiferi, comprendente le due famiglie viventi dei Leporidae (lepri e conigli) e degli Ochotonidae (pica), alle quali vanno aggiunte le famiglie estinte dei Prolagidae, dei Mimotonidae e dei Mimolagidae.
Il nome dell'ordine deriva dall'unione delle parole greche lagos (λαγος), "lepre", e morphē (μορφή), "forma".

## Descrizione
Si tratta di animali simili a roditori, dai forti denti adatti a tagliare e triturare il materiale vegetale di cui si nutrono: possiedono grandi occhi posti lateralmente rispetto al capo, attraverso i quali possono avere un'ampia visione di ciò che avviene attorno a loro. Il senso dell'udito è anch'esso molto sviluppato, e le orecchie, mobili indipendentemente l'una dall'altra, sono in continuo movimento in direzione di eventuali suoni sospetti.
Le zampe sono forti e ricoperte di pelo anche sulla pianta dei piedi, per rendere felpata la camminata ed impedire agli animali di essere intercettati. I piedi sono sprovvisti di cuscinetti. Nei leporidi, comprendenti le specie di maggiori dimensioni, le zampe sono allungate, con le posteriori ben più lunghe delle anteriori, in modo da poter spiccare ampi salti durante la fuga. Gli ocotonidi, invece, sono molto più piccoli ed arrotondati, con corte zampe dotate di forti artigli. Tutte le specie, infatti (ad eccezione delle lepri propriamente dette), tendono a scavarsi delle tane cunicolari.
I lagomorfi hanno una simbiosi digestiva nel tratto finale dell'intestino: tale caratteristica consente loro di disgregare la cellulosa contenuta nelle coriacee sostanze vegetali di cui si nutrono. Tuttavia, essi non possono trarne vantaggio immediato, poiché i batteri necessari a tale azione alloggiano nella parte terminale del tubo digerente.

Per ovviare a ciò, i lagomorfi emettono due tipi di feci: le prime, dette anche feci molli, sono quelle su cui hanno lavorato i microrganismi simbionti e vengono reinghiottite dall'animale, mentre le seconde, o feci dure sono il risultato definitivo dell'assorbimento delle sostanze nutritive nello stomaco.

## Tassonomia
|  | Rodentia   |
|  |            |
|  | Lagomorpha |
|  |            |

|  | Dermoptera                                                     |
|  |                                                                |
|  | \| \| †Plesiadapiformes \| \| \| \| \| \| Primates \| \| \| \| |
|  |                                                                |
|  | †Plesiadapiformes                                              |
|  |                                                                |
|  | Primates                                                       |
|  |                                                                |

|  | †Plesiadapiformes |
|  |                   |
|  | Primates          |
|  |                   |

|  | Dermoptera                                                     |
|  |                                                                |
|  | \| \| †Plesiadapiformes \| \| \| \| \| \| Primates \| \| \| \| |
|  |                                                                |
|  | †Plesiadapiformes                                              |
|  |                                                                |
|  | Primates                                                       |
|  |                                                                |

|  | †Plesiadapiformes |
|  |                   |
|  | Primates          |
|  |                   |

|  | Rodentia   |
|  |            |
|  | Lagomorpha |
|  |            |

|  | Dermoptera                                                     |
|  |                                                                |
|  | \| \| †Plesiadapiformes \| \| \| \| \| \| Primates \| \| \| \| |
|  |                                                                |
|  | †Plesiadapiformes                                              |
|  |                                                                |
|  | Primates                                                       |
|  |                                                                |

|  | †Plesiadapiformes |
|  |                   |
|  | Primates          |
|  |                   |

|  | Dermoptera                                                     |
|  |                                                                |
|  | \| \| †Plesiadapiformes \| \| \| \| \| \| Primates \| \| \| \| |
|  |                                                                |
|  | †Plesiadapiformes                                              |
|  |                                                                |
|  | Primates                                                       |
|  |                                                                |

|  | †Plesiadapiformes |
|  |                   |
|  | Primates          |
|  |                   |

Fino all'inizio del XX secolo, quello dei lagomorfi veniva considerato una superfamiglia nell'ambito dell'ordine dei Roditori. Effettivamente, un esame superficiale rivela un'effettiva somiglianza fra roditori e lagomorfi, tuttavia sono al contempo presenti differenze abbastanza importanti:
- I lagomorfi possiedono quattro incisivi superiori, anziché due come nei roditori;
- I lagomorfi hanno una dieta esclusivamente erbivora, anche se in casi eccezionali sono stati osservati animali dei generi Lepus ed Ochotona nutrirsi di insetti nei periodi di magra invernale[1][2][3];
- Lo scroto, nei lagomorfi, si trova davanti al pene, anziché dietro di esso, come nei roditori: inoltre, esso manca del baculum od osso penico.

Tali differenze hanno portato gli studiosi a classificare Lagomorfi e Roditori in due ordini differenti, riunite nel clade dei Glires in base a studi filogenetici.

I lagomorfi vengono classificati come segue:
- Ordine LAGOMORPHA
  - Famiglia Leporidae (11 generi)
  - Famiglia Mimolagidae † (1 genere)
  - Famiglia Mimotonidae † (4 generi)
  - Famiglia Ochotonidae (1 genere)
  - Famiglia Prolagidae † (1 genere)

### Classificazione
Ordine Lagomorpha
- Famiglia Leporidae
  - Genere Bunolagus
    - Bunolagus monticularis - coniglio fluviale

  - Genere Brachylagus
    - Brachylagus idahoensis - coniglio pigmeo

  - Genere Caprolagus
    - Caprolagus hispidus - coniglio ispido

  - Genere Lepus
    - Sottogenere Eulagos
      - Lepus castroviejoi - lepre cantabrica
      - Lepus comus - lepre dello Yunnan
      - Lepus coreanus - lepre coreana
      - Lepus corsicanus - lepre còrsa
      - Lepus europaeus - lepre comune
      - Lepus granatensis - lepre iberica
      - Lepus mandschuricus - lepre della Manciuria
      - Lepus oiostolus - lepre lanosa
      - Lepus starcki - lepre etiope
      - Lepus townsendii - jackrabbit dalla coda bianca

    - Sottogenere Indolagus
      - Lepus hainanus - lepre di Hainan
      - Lepus nigricollis - lepre indiana
      - Lepus peguensis - lepre birmana

    - Sottogenere Lepus
      - Lepus arcticus - lepre artica
      - Lepus othus - lepre dell'Alaska
      - Lepus timidus - lepre bianca

    - Sottogenere Macrotolagus
      - Lepus alleni - lepre del deserto

    - Sottogenere Poecilolagus
      - Lepus americanus - lepre scarpa da neve

    - Sottogenere Proeulagus
      - Lepus californicus - lepre a coda nera
      - Lepus callotis - lepre dai fianchi bianchi
      - Lepus capensis - lepre del Capo
      - Lepus flavigularis - lepre dalla gola gialla
      - Lepus insularis - jackrabbit nero
      - Lepus saxatilis - lepre di boscaglia
      - Lepus tibetanus - lepre tibetana
      - Lepus tolai - lepre di Tolai

    - Sottogenere Sabanalagus
      - Lepus fagani - lepre di savana etiope
      - Lepus microtis - lepre di savana

    - Sottogenere Sinolagus
      - Lepus sinensis - lepre cinese

    - Sottogenere Tarimolagus
      - Lepus yarkandensis - lepre di Yarkand

    - Incertae sedis
      - Lepus brachyurus - lepre giapponese
      - Lepus habessinicus - lepre abissina

  - Genere Nesolagus
    - Nesolagus netscheri - coniglio striato di Sumatra
    - Nesolagus timminsi - coniglio striato annamita

  - Genere Oryctolagus
    - Oryctolagus cuniculus - coniglio selvatico europeo

  - Genere Pentalagus
    - Pentalagus furnessi - coniglio di Ryukyu

  - Genere Poelagus
    - Poelagus marjorita - coniglio di Bunyoro

  - Genere Pronolagus
    - Pronolagus crassicaudatus - coniglio di roccia maggiore
    - Pronolagus randensis - coniglio di roccia di Jameson
    - Pronolagus rupestris - coniglio di roccia rosso

  - Genere Romerolagus
    - Romerolagus diazi - coniglio dei vulcani

  - Genere Sylvilagus
    - Sottogenere Microlagus
      - Sylvilagus bachmani - coniglio delle boscaglie
      - Sylvilagus mansuetus - coniglio delle boscaglie di San José

    - Sottogenere Sylvilagus
      - Sylvilagus audubonii - silvilago del deserto
      - Sylvilagus cognatus - silvilago dei monti Manzano
      - Sylvilagus cunicularius - silvilago messicano
      - Sylvilagus floridanus - silvilago orientale
      - Sylvilagus graysoni - coniglio delle Tres Marías
      - Sylvilagus nuttallii - silvilago di montagna
      - Sylvilagus obscurus - silvilago degli Appalachi
      - Sylvilagus robustus - coniglio robusto
      - Sylvilagus transitionalis - silvilago del New England

    - Sottogenere Tapeti
      - Sylvilagus aquaticus - coniglio di palude
      - Sylvilagus brasiliensis - tapeti
      - Sylvilagus dicei - silvilago di Dice
      - Sylvilagus insonus - silvilago di Omilteme
      - Sylvilagus palustris - coniglio degli acquitrini
      - Sylvilagus varynaensis - coniglio venezuelano dei bassopiani
- Famiglia Ochotonidae
  - Genere Ochotona
    - Sottogenere Conothoa
      - Ochotona erythrotis - pica rosso
      - Ochotona forresti - pica di Forrest
      - Ochotona gaoligongensis - pica di Gaolingong
      - Ochotona gloveri - pica di Glover
      - Ochotona himalayana - pica dell'Himalaya
      - Ochotona iliensis - pica di Ili
      - Ochotona koslowi - pica di Koslov
      - Ochotona ladacensis - pica del Ladak
      - Ochotona macrotis - pica delle orecchie grandi
      - Ochotona muliensis - pica di Muli
      - Ochotona nigritia - pica nero
      - Ochotona roylei - pica di Royle
      - Ochotona rutila - pica del Turkestan

    - Sottogenere Ochotona
      - Ochotona cansus - pica grigio
      - Ochotona curzoniae - pica dell'altopiano
      - Ochotona dauurica - pica daurico
      - Ochotona huangensis - pica di Tsing-Ling
      - Ochotona nubrica - pica di Nubra
      - Ochotona pusilla - pica nano
      - Ochotona rufescens - pica afgano
      - Ochotona thibetana - pica di Moupin
      - Ochotona thomasi - pica di Thomas

    - Sottogenere Pika
      - Ochotona alpina - pica alpino
      - Ochotona argentata - pica dell'Helan Shan
      - Ochotona collaris - pica dal collare
      - Ochotona hoffmanni - pica di Hoffmann
      - Ochotona hyperborea - pica siberiano
      - Ochotona pallasi - pica di Pallas
      - Ochotona princeps - pica americano
      - Ochotona turuchanensis - pica di Turuchan

## Lagomorfi presenti in Italia
In Italia sono presenti 6 specie di lagomorfi, tutte facenti parte della famiglia dei Leporidi:
- Lepus capensis mediterraneus (lepre sarda)
- Lepus corsicanus (lepre appenninica)
- Lepus europaeus (lepre comune)
- Lepus timidus (lepre variabile)
- Oryctolagus cuniculus (coniglio selvatico europeo)
- Sylvilagus floridanus (minilepre, specie introdotta)

Fino al XVII secolo, in Sardegna visse anche il prolago (Prolagus sardus).